# Blaže Koneski
Blaže Koneski (en macedonio: Блаже Конески; Nebregovo, Yugoslavia, 19 de diciembre de 1921 - Skopie, Macedonia del Norte, 7 de diciembre de 1993) fue un poeta, escritor, traductor y lingüista macedonio. Su principal contribución fue la codificación del macedonio estándar. Es la figura clave que dio forma a la literatura macedonia y la vida intelectual del país; sin embargo, también ha sido acusado de la serbianización del idioma macedonio.

## Biografía
Nacido como Blagoje Ljamević, Koneski se crio en la localidad de Nebregovo, por aquel entonces parte del Reino de los Serbios, Croatas y Eslovenos; actualmente se corresponde al municipio de Dolneni, en Macedonia del Norte. Su familia era de fuerte tendencia pro-serbia y se identificaban como serbios desde la época otomana, con una larga tradición de servir en el ejército y en las guerrillas serbias, especialmente por parte del tío de su madre, Gligor Sokolović, que era un famoso vaivoda chetnik. Recibió una beca real para estudiar en el gymnasium de Kragujevac. Más tarde, inició sus estudios en medicina por la Universidad de Belgrado antes de cambiarse a lengua y literatura serbia. En 1941, tras la derrota de Yugoslavia en la Operación 25, se matriculó en la Facultad de Derecho de la Universidad de Sofía, pero no se graduó. Sin embargo, en 1945, a la edad de 23 años, se convirtió en uno de los contribuyentes más importantes en la estandarización del idioma macedonio, siendo uno de los editores del Diccionario macedonio (en macedonio: Речник на македонскиот јазик). Trabajó como lector en el Teatro Nacional de Macedonia y en 1946, se unió a la facultad en el Departamento de Filosofía de la Universidad Santos Cirilio y Metodio de Skopie, donde trabajó hasta su jubilación. Actualmente dicha facultad lleva como nombre Blaže Koneski en su honor.
Se convirtió en miembro de la Academia de Ciencias y Artes de Macedonia en 1967 y fue elegido como presidente entre 1967 y 1975. Koneski también fue miembro de las Academias de Ciencias y Artes de Zagreb (Croacia), Belgrado (Serbia), Liubliana (Eslovenia) y Lodz (Polonia), además de ser nombrado doctor honoris causa de las universidades de Chicago y Breslavia en Polonia. Fue galardonado con varios premios literarios como el premio del Consejo Antifascista de Liberación Nacional de Yugoslavia, el premio Njegoš, la Corona Dorada (Zlaten Venec) del Festival Internacional de Poesía de Struga (Struški večeri na poezijata, 1981), el premio de la Unión de Escritores Soviéticos y el premio Herder (1971).
Blaže Koneski murió en Skopie el 7 de diciembre de 1993. Recibió un funeral de Estado por su distinguida carrera literaria y por sus contribuciones a la codificación del macedonio estándar, dejando para la posteridad sus obras En macedonio estándar (en macedonio: За македонскиот литературен јазик), Gramática del macedonio estándar (en macedonio: Граматика на македонскиот литературен јазик) e Historia del macedonio (en macedonio: Историја на македонскиот јазик), entre otras.

## Obras literarias
Koneski escribió tanto en verso como en prosa. Sus colecciones y poemarios más famosos son: Mostot, Pesni, Zemjata i ljubovta, Vezilka, Zapisi, Cesmite, Stari i novi pesni y Seizmograf. Asimismo, Koneski fue un destacado traductor que pasó al idioma macedonio poemas en alemán, ruso, esloveno, serbio y polaco; tradujo obras de grandes autores como Pedro II de Montenegro, France Prešeren, Heinrich Heine, Alexander Blok y Pablo Neruda, entre otros.